# Барбарево
 Тази статия е за струмишкото село.  За едното пробищипско село вижте Горно Барбарево.  За другото вижте Долно Барбарево.
Барбарево или Барбарово (на македонска литературна норма: Барбарево, местният изговор е Барбаро̀во) е село в община Ново село на Северна Македония.

## География
Селото е разположено в южните склонове на Огражден, на надморска височина от 840 метра. Малка река разделя селото на Източна и Западна махала.

## История
Името на селото вероятно произлиза от гръцката дума „барба“, „стар“ или „старо селище“.
В землището на Барбарево, на 8,5 километра северно от селото, в местността Цървено поле, до самата граница с България, са открити останки от антично селище.
Селото е споменато в османски преброителен дефтер от 1519 година като населено място с 168 жители, всички християни, в Лесновския поменик от XVI век и в Трескавичкия кодекс от XVIII век като Барбарево. В края на ХVI век Барбарева е в състава на нахията Уструмджа, лива Кюстендил. През 1590 година част от селото е тимар на Али, син на Мустафа, наследил отказалия се предишен тимариот, Хюсеин, син на Абеддин.
През XIX век селото е чисто българско. Селската църква „Свети Атанасий“ е построена в 1870 година. В „Етнография на вилаетите Адрианопол, Монастир и Салоника“, издадена в Константинопол в 1878 година и отразяваща статистиката на населението от 1873 година, Борборово (Borborovo) е посочено като село със 100 домакинства, като жителите му са 382 българи. Според статистиката на Васил Кънчов („Македония. Етнография и статистика“) от 1900 година, селото е населявано от 480 жители, всички българи християни.
В началото на XX век цялото село е под върховенството на Българската екзархия. По данни на секретаря на екзархията Димитър Мишев („La Macédoine et sa Population Chrétienne“) през 1905 година в селото има 560 българи екзархисти. Там функционира българско училище.
В селото има комитет на ВМОРО, възстановен в края на 1909 година от Христо Чернопеев и Михаил Думбалаков.
| „ | Здрави, дръзки и жилави планинци, барбаревци се отличаваха с пословичната си привързаност към делото и с неизброимите услуги, които оказваха на революционната организация. | “ |

При избухването на Балканската война в 1912 година четирима души от Барбарево са доброволци в Македоно-одринското опълчение. Селото е освободено от османска власт от четите на Думбалаков и Хаджиманов.
Известният български археолог Богдан Филов, посетил Струмишкия край през лятото на 1915 година, дава интересни данни за селото:
| „ | На срещната страна над селото Барбарево, в Огражден планина, имало „русалийски гробища“. Останали от русалийските обичаи. Когато две групи, които вземали участие в тържеството, се срещали, едните трябвало да минат под ножовете на другите. Понеже нито една от страните не отстъпвала, ставало сбиване и убитите били погребвани в тези гробища. Подобни обичаи от Кукушко описал Шапкарев. | “ |

След Първата световна война, по силата на Ньойския договор от 1919 година селото попада в Кралството на сърби, хървати и словенци, бъдещата Югославия.
В 1971 година селото има 375 жители.
Според преброяването от 2002 година селото има 62 жители, всички северномакедонци.
| Националност     | Всичко |
| северномакедонци | 62     |
| албанци          | 0      |
| турци            | 0      |
| роми             | 0      |
| власи            | 0      |
| сърби            | 0      |
| бошняци          | 0      |
| други            | 0      |

## Личности
Родени в Барбарево
- Ангел Трайчов (1887 - 1921), български революционер, четник на Дончо Ангелов в 1915 година, загинал в сражение със сръбски войски[16]
- Андон Атанасов, български революционер, деец на ВМРО[17]
- Атанас Илиев, български революционер, деец на ВМРО[17]
- Атанас Тренчев, български революционер, деец на ВМРО, четник в Струмишката чета на Панделия Стоянов[17][18]
- Божин Георгиев, български революционер, ръководител на местния комитет на ВМОРО[19]
- Георги Атанасов, български революционер, деец на ВМРО[17]
- Ефтим Стоилов, български революционер, деец на ВМРО[20][18]
- Иван Георгиев (около 1893 – ?), македоно-одрински опълченец, чета на Кочо Хаджиманов[21]
- Илия Трайков (? – 1925), български революционер, войвода на ВМРО
- Костадин Банскалията, български революционер[22][23]
- Мануш Трайков (1892 – ?), македоно-одрински опълченец, 4-та рота на 3-та солунска дружина[24]
- Никола Атанасов (Танасов) (о. 1892 – ?), македоно-одрински опълченец, 4-та рота на 3-та солунска дружина, носител на орден „За храброст“ IV степен[25]
- Панделия Стоянов (1900 – 1981), български революционер, струмишки войвода на ВМРО и деец на МПО
- Чочо (Соцос), деец на гръцката въоръжена пропаганда в Македония[26]
- Стоян Панев Шукев (1885 – 1905), български революционер, деец на ВМОРО, четник на Петър Апостолов[27]
- Стоян Стоилов (о. 1893 – ?), македоно-одрински опълченец, 1-ва рота на 7-а кумановска дружина[28]
- Трендафил Стоилков, български революционер, деец на ВМРО[17]